# Concentrador

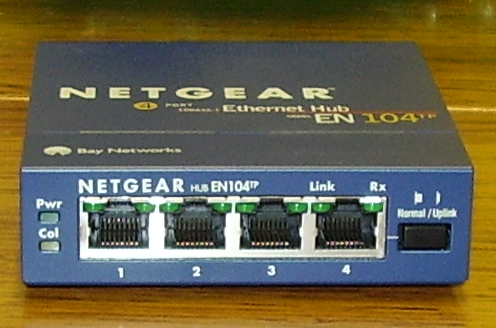
Hub de quatro portas.

Hub (traduzido do Inglês, "pivô") ou concentrador é o processo pelo qual se transmite ou difunde determinada informação, tendo, como principal característica, que a mesma está sendo enviada para muitos receptores ao mesmo tempo (broadcast). Este termo é utilizado em rádio, telecomunicações e em informática.
A televisão aberta e o rádio possuem suas difusões através de broadcast, onde uma ou mais antenas de transmissão enviam o sinal televisivo (ou radiodifusor) através de ondas eletromagnéticas e qualquer aparelho de TV (ou rádio) que conseguir captar poderá sintonizar o sinal.
Em informática, o broadcast é utilizado em hubs (concentradores) ligados em redes LAN, MAN, WAN e TAN.
Em redes de computadores, um endereço de broadcast é um endereço IP (último possível na rede) que permite que a informação seja enviada para todas as máquinas da rede/sub-rede. A RFC (Request for comments) [rfc:919 919] é a RFC padrão que trata deste assunto.
Uma das aplicações de hub é no controle de tráfego de dados de várias redes, quando uma máquina (computador) ligada à rede envia informações para o hub, e se o mesmo estiver ocupado transmitindo outras informações, o pacote de dados é retornado à máquina requisitante com um pedido de espera, até que ele termine a operação. Esta mesma informação é enviada a todas as máquinas interligadas a este hub; e aceita somente por um computador pré-endereçado. Os demais ecos retornam ao hub e à máquina geradora do pedido (caracterizando redundância).
Nesse sentido, o hub, dispositivo que trabalha na camada física (1) do modelo OSI, tem a função de interligar os computadores de uma rede local. Sua forma de trabalho é a mais simples a outros dispositivos, como switch e roteador: o hub recebe dados vindos de um computador e os transmite às outras máquinas. No momento em que isso ocorre, nenhum outro computador consegue enviar sinal. Sua liberação acontece após o sinal anterior ter sido completamente distribuído.
Em um hub, é possível ter várias portas, ou seja, entradas para conectar o cabo de rede de cada computador. A quantidade varia de acordo com o modelo e o fabricante do equipamento.
Caso o cabo de rede de uma máquina seja desconectado ou apresente algum defeito, a rede não deixa de funcionar, pois é o hub que a "sustenta". Também é possível adicionar um outro hub ao já existente.
Hubs costumam ser mais adequados para redes pequenas e/ou domésticas. Uma vez que com poucos computadores conectados é improvável que gerem algum problema de desempenho na rede.